# رعى الدواجن
رعى الدواجن هي أحد تقنيات الزراعة المستدامة لتربية الدجاج والفروج والديك الرومى، والمعالجة الإنسانية والاستفادة الصحية قد سببت زيادة في الطلب على المنتجات.
ساعد المزارع جويل سالتين من ولاية فيرجينيا في إعادة تقديم هذه التقنية وأصدر كتاب يتكلم عن مزايا هذة التقنية وأرباحها. وقام المزارعين اندي لي، وهيرمين بيك شينويث بنشر التقنية، كما قاموا أيضا بإنشاء بعض التقنيات الخاصة بهم.
ولقد تم إنشاء الجمعية الأمريكية لإنتاج دواجن الرعي بهدف الترويج للفكرة، ولترويج تقنيات رعي الدواجن. وتتكون من مجموعة كبيرة من المزارعيين.
ويحسن علف المراعي من الجودة الغذائية للحوم. و تأثير علف المرعى على تكوين اللحوم غير معروف بدقة، فهناك تجربة أوضحت تأثير العلف بشكل بسيط على فيتامين هـ والأحماض الأمينية.
ويمكن صنع العشش الخاصة بالطيور من الخشب والمعدن الخردة أو من أنابيب معدن وأقمشه بيضاء. ويلقى علف الدواجن رواجا حيث أنه يساعد المزارع في التقليل من تكاليف رأس المال وزيادة خصوبة المرعى.

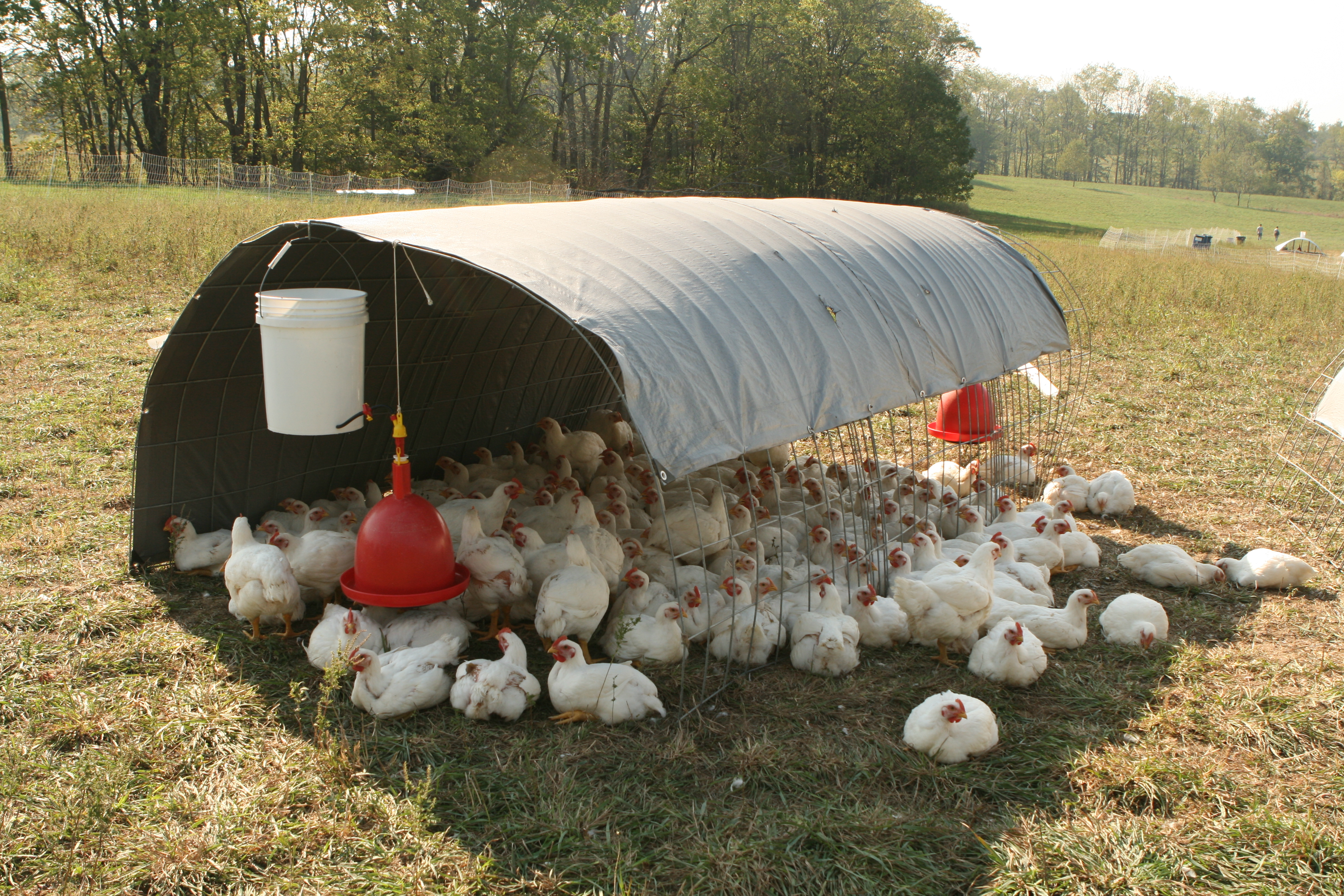
الدجاج في ظل الشمس

و هي تناسب أيضا أنظمة الرعي المكثف، كما أن هذه التقنية لا تقتصر على الفراخ والديك الرومى؛ بل تتضمن البط والأوز وفصائل الطيور المختلفة.